# Jean-Paul Fouletier
Jean-Paul Fouletier, né 1er juillet 1939 à Douala et mort le 27 août 2016 à Lyon, est un ancien haltérophile français qui a tiré dans la catégorie des 110 kg et représenté la France lors de compétitions internationales. Il a remporté la médaille de bronze à l'arraché aux Championnats du monde d'haltérophilie 1970 (en) soulevant 152,5 kg. Il a participé aux Jeux olympiques d'été de 1968 et à ceux de 1972 dans la catégorie des 110 kg.
Médecin vertébrothérapeute, installé rue de la République à Lyon, Jean Paul Fouletier est resté toute sa vie au contact des sportifs, lesquels trouvaient les conseils d'une légende, champion d'Europe d'haltérophilie.  